# 带状书带蕨
带状书带蕨（学名：Vittaria doniana），为书带蕨科书带蕨属下的一个植物种。